# Bereschit Zuta
Bereschit Zuta  (בראשית זוטא ‚kleine Genesis‘) ist ein aggadischer Midrasch zur Genesis. Er wurde von Samuel ben Nissim Masnut verfasst, der am Anfang des 13. Jahrhunderts in Aleppo wirkte.
Den Namen Bereschit Zuta (zur Unterscheidung vom großen Midrasch Bereschit Rabba) erhielt das Werk von Salomon Buber, der 1889 erstmals die Werke Masnuts herausgab, in der einzig überlieferten Handschrift wird er Midrasch des R. Samuel Masnut genannt.
Es handelt sich um eine Kompilation aus der gesamten rabbinischen Literatur, die aus nicht zitierten kleinsten Einheiten zusammengesetzt wurde. Hierbei bevorzugte der Autor die Auslegung der Genesis im Literalsinn. Er stützte sich in seinem Kommentar stark auf die Targumim und die Peschitta und übernahm wörtlich Teile des Grammatikers und Exgeten David Kimchi, die er mit rabbinischen Zitaten ergänzte. Im Bereschit Zuta fehlen die Stellen von Genesis 1,23 bis 8,16, vermutlich weil die entsprechenden Textstellen in der Überlieferung verloren gingen.

## Ausgaben
- Mordekhai Ha-Kohen (Hrsg.): Samuel ben Nissim Masnuth: Midrash Bereshit Zuta. Mosad Harav Kook, Jerusalem 1962.[4]